# حسن اشجاری
حسن اشجاری (زاده ۱۰ مرداد ۱۳۵۸فومن) بازیکن سابق و مربی فوتبال اهل ایران می‌باشد.

## افتخارات
- لیگ برتر
- قهرمانی در لیگ برتر فوتبال ایران ۹۱-۹۰ به همراه تیم سپاهان اصفهان
- نایب قهرمانی در لیگ برتر فوتبال ایران ۸۸-۸۷ به همراه تیم ذوب‌آهن اصفهان
- قهرمانی در لیگ برتر فوتبال ایران ۹۲-۹۱ به همراه تیم استقلال تهران
- نایب قهرمانی در لیگ برتر فوتبال ایران ۸۸-۸۷ به همراه تیم ذوب‌آهن اصفهان
- جام حذفی
- قهرمانی در جام حذفی ۸۸-۸۷ به همراه تیم ذوب‌آهن اصفهان